# 煮雪的人
煮雪的人（Zhuxue Deren，1991年—），台灣詩人、作家，生於台北市。日本法政大學文學碩士。2022年，他被美國拱門任務基金會選入「方舟月球藝術典藏（Arch Lunar Art Archive）」計畫，他的詩作〈月球博物館〉於2024年2月經由奧德修斯號月球著陸器送上月球典藏，預計可保存逾五千萬年，為目前已知最早登陸月球的華文新詩。
2010年，他創辦《好燙詩刊》並擔任主編
。2021年，他以詩集《掙扎的貝類》入圍台北國際書展大獎，成為該獎開辦以來首本入圍的詩集。

## 文字風格
煮雪的人多次提及「虛擬」對自身創作的重要性。他的作品強調虛構，懸置在真實虛幻難以分辨的狀態，使整體世界成為一種巨大擬像，反映出千禧世代受電玩遊戲影響的成長經驗。
評論家須文蔚認為，煮雪的人的作品呈現出後人類主義（post-humanism）思想，其中省思人類的本質不再僅僅是有機體，而是可以與機械、人工智慧等技術相結合，形成新且流動的存在形式。形式上，煮雪的人的作品融合詩與小說，詩人向陽曾評論：「若說他是獨闢蹊徑，開創台灣小說詩的第一人，亦不為過。」

## 個人作品

### 詩集
- 《小說詩集》，煮鳥文明出版，2012年1月，ISBN 9789868796508
- 《掙扎的貝類》，有鹿文化出版，2019年11月，ISBN 9789869818841
- 《重返月球博物館》，鏡好讀出版，2025年8月，ISBN 9786269989300

### 非虛構文集
- 《讀出一記左勾拳：日本與美國的詩朗讀擂臺》，時報出版，2023年12月，ISBN 9786263746213

### 有聲書
- 《掙扎的貝類》，鏡好聽製作，2021年9月
- 《重返月球博物館》，鏡好聽製作，2025年8月

### 數位藝術
- NFT版《小說詩集》Polygon (ERC-1155)，2021年11月[15]
- 《hash(ABCD)_古亭_Tezos》，2022年9月（由台北國際藝術村典藏）[16]

### 作詞
- 黃得峰，〈第五位太空人〉，《無傷大雅》，2022年9月

## 合集、選集

### 中文
- 《衛生紙詩選：多帶一捲衛生紙》（鴻鴻主編），黑眼睛文化出版，2010年8月，ISBN 9789866359095
- 《詩，無障礙：2012臺北詩歌節詩選》（楊佳嫻主編），臺北市政府文化局，2012年10月，ISBN 9789860338805
- 《三本恕不拆售》（與若斯諾·孟、鶇鶇合著），煮鳥文明出版，2015年9月，ISBN 9789869218917
- 《時代之眼，城市之光 ：2017臺北詩歌節詩選》（鴻鴻主編），臺北市政府文化局，2017年9月，ISBN 9789860533569
- 《沉舟記：消逝的字典》（夏夏主編），南方家園出版，2017年10月，ISBN 9789869493840
- 《鏡週刊特刊：帶一本書，去冒險》（林文珮主編），精鏡傳媒出版，2018年3月
- 《當代極短篇選讀》（陳謙、古嘉主編），五南出版，2018年9月，ISBN 9789571198187
- 《新世紀新世代詩選》（向陽主編），九歌出版社，2022年5月，ISBN 9789864504527
- 《詩，全境擴散：2022臺北詩歌節詩選》（楊佳嫻主編），臺北市政府文化局，2022年9月，ISBN 9786267144640
- 《詩如何讀我：2024臺北詩歌節詩選》（賴柔蒨主編），臺北市政府文化局，2024年9月，ISBN 9786267381991
- 《2024臺灣詩選》（須文蔚主編），二魚文化出版，2025年3月，ISBN 9789869873796

### 日文
- 《Masatti Tribe vol.1 -CHAOS-》（山﨑修平主編），2020年7月

## 得獎及入選紀錄
- 2012 教育部文藝創作獎短篇小說優選[17]
- 2012 國立台灣文學館文學好書[18]
- 2012 台北詩歌節推薦書[19]
- 2018 國家文化藝術基金會出版補助
- 2020 全國優秀青年詩人獎
- 2021 國家文化藝術基金會創作補助
- 2021 台北國際書展大獎入圍[20]
- 2022 台北公車捷運詩文第一季
- 2022 美國拱門任務基金會「方舟月球藝術典藏（Arch Lunar Art Archive）」
- 2022 台北國際藝術村鏈上駐村藝術家[21]
- 2023 日本新潟市藝術創造村駐村藝術家[22]
- 2024 美國佛蒙特工作室中心駐村作家

## 相關研究與評論

### 學術論文
- 黃俊彰，《洞穴與海洋：川貝母與煮雪的人作品的超現實映照》，國立清華大學碩士論文，2024年9月。
- 林宇軒，《軌跡與陣地：台灣千禧世代詩學生態》，國立台灣大學碩士論文，2024年7月。
- 李雪凝，《「魯蛇」作為美學：論《衛生紙詩刊+》的感覺結構與日常性》，國立政治大學碩士論文，2024年6月。
- 林宇軒，〈臺灣當代詩之敘事結構分析：以楊智傑與煮雪的人為例〉，《文學前瞻22期》，2022年7月。
- 沈曼菱，《台灣現代詩的記憶書寫研究》，國立中興大學博士論文，2015年7月。

### 散論、書評
- 鴻鴻，〈暖化時代的現實惡夢--讀煮雪的人《小說詩集》〉，《文訊》317期，2012年3月。
- 沈眠，〈簡單閱讀煮雪的人《小說詩集》的一首小說詩〉，《好燙詩刊：口口口……》，2012年3月。
- 沈眠，〈我們都是煮雪的人 ──讀煮雪的人《小說詩集》〉，《人間福報》，2012年4月11日。
- 向明，〈新詩品種層出不窮--介紹「小說詩」、「日誌詩」、「鬼扯詩」、「廢話詩」……〉，《全國新書資訊月刊》，2012年4月。
- 王彥明，〈虛擬人生的種種鏡像——《小說詩集》閱讀札記〉，《南湖晚報》，2013年2月。
- 趙文豪，〈評煮雪的人〉，《創世紀詩雜誌174期》，2013年3月。
- 楊宗翰，〈還要新世代多久？〉，《異語：現代詩與文學史論》，2017年1月。
- 向陽，〈虛與實相煎，詩與說互溶──讀煮雪的人詩集《掙扎的貝類》〉，《掙扎的貝類》，2019年11月。
- 郭哲佑，〈抒情與不抒情的詩〉，《聯合文學雜誌》，2019年11月。
- 賴志穎，〈「小說詩」或是其他可能性〉，《聯合文學雜誌》，2019年11月。
- 沈眠，〈幻術，以及更多人與場所的故事〉，《聯合報》，2020年2月。
- 鴻鴻，〈轉折下的光譜——20年台灣詩人及作品觀察〉，《文訊》422期，2020年12月。
- 林宇軒，〈跨文化的詩運考察——《讀出一記左勾拳：日本與美國的詩朗讀擂臺》書評〉，《台灣詩學學刊》44期，2024年11月。

## 媒體訪問
- 《幼獅文藝》，〈當雪人悄悄說起故事：煮雪的人與新作《掙扎的貝類》〉，曾貴麟訪談，2019年12月。
- BRAVO FM91.3 台北都會音樂台，〈建築新樂園：掙扎的貝類〉，李清志主持，2021年3月。
- 鏡好聽，〈【詩人節】詩人讀詩─專訪詩人郭霖、煮雪的人〉，2021年6月。
- 《走出象牙塔-到宅牙醫范綱信》，〈EP.23 跨域合作｜當牙醫師遇到年輕詩人〉，范綱信主持，2022年3月。
- Openbook閱讀誌，〈出版NFT移民．文字作品》只是多條收入管道嗎？出版轉NFT的各種可能 ft.煮雪的人〉，蔡曼尼，2022年4月。
- 《南方家園小客廳》，〈EP107 紙本書之外的閱讀｜NFT有可能成為另一種閱讀形式嗎？ ft.詩人、作家 煮雪的人〉，劉子華主持，2022年10月。
- 《詩藝的復興：千禧世代詩人對話》，〈現代文明底下的溫度〉，林宇軒，臺灣師大出版社，2023年7月。

## 其他
- 2015全國大學院校室內／空間設計競圖大賽設計題目：三毛、司馬中原、煮雪的人、謝明勳、徐玫怡與張妙如[23]
- 2017「支持調降文言文比例，強化台灣新文學教材」共同發起人[24]
- 2025參與「筆桿接力，罷免到底」，支持民進黨發起726及823大罷免行動。[25]

## 外部連結
- 煮雪的人 Zhuxue Deren （页面存档备份，存于）
- 煮雪的人 Facebook （页面存档备份，存于）
- 煮雪的人 Instagram （页面存档备份，存于）
- 煮雪的人 Twitter （页面存档备份，存于）